# Grace for Drowning
 (février 2013).
Si vous disposez d'ouvrages ou d'articles de référence ou si vous connaissez des sites web de qualité traitant du thème abordé ici, merci de compléter l'article en donnant les références utiles à sa vérifiabilité et en les liant à la section « Notes et références ».
Albums de Steven Wilson
Insurgentes
(2008) The Raven That Refused to Sing (And Other Stories)
(2013)
Grace for Drowning est le titre du second album solo du musicien Steven Wilson, surtout connu pour être le guitariste et principal compositeur du groupe de rock progressif Porcupine Tree. Il est sorti sous le label Kscope le 26 septembre 2011.

## Historique
Après avoir sorti son premier album solo, Steven est retourné travailler auprès de ses autres projets. Il travailla sur The Incident de Porcupine Tree, Welcome to my DNA de Blackfield et commença à travailler sur un projet avec le chanteur-guitariste-compositeur du groupe suédois de death metal progressif Opeth, Mikael Åkerfeldt, qui ne sera révélé que l'année suivante. Au milieu de tous ces projets, il laissa entendre qu'il composerait un nouvel album solo prochainement.
Il collabora avec son ami et photographe Lasse Hoile sur un concept de visuels supportant la musique de l'album, sous forme de clips musicaux mais également sous forme de photos et de vidéos-supports pour la scène.
De même, plusieurs artistes ont été invités sur cet album comme Jordan Rudess, Steve Hackett, Tony Levin, Pat Mastelotto, Theo Travis et Nick Beggs entre autres.
Les clips de Remainder the Black Dog, Track One et Index virent le jour pendant les vacances d'été, quelques semaines avant la sortie de l'album. Il sortit le 26 septembre 2011 et fut décliné sous plusieurs formes, l'édition spéciale comprenant un livre de 120 pages, un DVD Blu-ray avec l'intégralité de l'album en format 5.1 et accompagné de vidéos pour chaque chanson. 

## Tournée
Steven prépara une tournée mondiale pour promouvoir son album et pour l'occasion a du monter un groupe. Il retrouva quelques musiciens ayant participé à l'album, comme Nick Beggs à la basse, au Chapman Stick et aux chœurs et Theo Travis aux instruments à vent. À la batterie il engagea Marco Minnemann, aux claviers Adam Holzman et aux guitares Aziz Ibrahim pour la première partie Européenne, qui sera remplacé par John Wesley pour la première partie Américaine et qui sera finalement remplacé à son tour par Nicko Tsonev pour la seconde partie Américaine et Européenne de la tournée.
Lasse Hoile les ayant accompagnés pour la majorité de la tournée, un DVD live fut filmé à Mexico le 13 avril 2012 et sorti sous le titre de Get All You Deserve.

## Liste des titres

### Disque 1:Deform to Form a Star
1. Grace for Drowning (2.00)
2. Sectarian (8.00)
3. Deform to Form a Star (8.00)
4. No Part of Me (5.45)
5. Postcard (4.30)
6. Raider Prelude (2.30)
7. Remainder the Black Dog (9.15)

### Disque 2:Like Dust I Have Cleared from My Eye
1. Belle de Jour (3.00)
2. Index (4.45)
3. Track One (4.15)
4. Raider II (23.15)
5. Like Dust I Have Cleared from My Eye (8.00)

## Crédits

### Musiciens
- Piano - Steven Wilson, Jordan Rudess
- Guitare électrique - Steven Wilson, Steve Hackett, Mike Outram
- Guitare acoustique - Sand Snowman
- Basse - Steven Wilson, Tony Levin, Nick Beggs, Trey Gunn
- "U8 Touch Guitar" - Markus Reuter
- Batterie - Nic France, Pat Mastelotto
- Warr Guitar - Trey Gunn
- Saxophones - Theo Travis
- Clarinette - Theo Travis, Ben Castle
- Chapman Stick - Nick Beggs, Tony Levin
- Orchestre - London Session Orchestra, Dave Stewart
- Flute - Theo Travis
- Claviers, autoharpe, harmonium, percussions - Steven Wilson

### Production et équipe technique
- Steven Wilson - Production, mixage
- Pat Mastelotto - Production additionnelle
- Dave Stewart - Arrangements
- Mat Collis - Ingénieur
- Paschal Byrne - Mastering

### Management
- Andy Leff - Acme Music
- Alex Leeks - Assistant

### Visuels et photographie
- Lasse Hoile - Photographie, Réalisation
- Bettina Ejlersen - Photographe assistant
- Carl Glover - Directeur artistique